# Cleistocactus brookeae
Cleistocactus brookeae es una especie de planta suculenta perteneciente al género Cleistocactus, dentro de la familia Cactaceae. Es endémica de Bolivia.

## Descripción

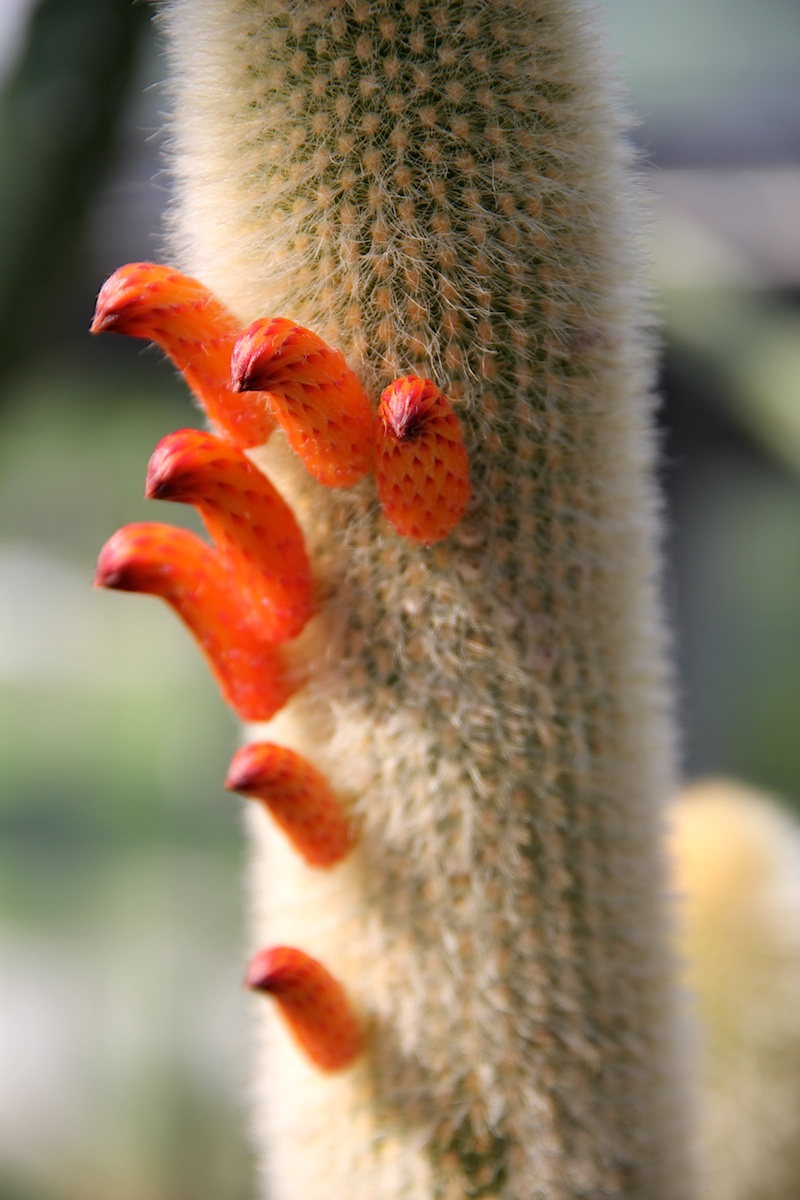
Flores en forma de "S"

Cleistocactus brookeae es una especie de cactus columnar que crece como un arbusto con tallos erectos escasamente ramificados. Puede alcanzar hasta los 50 cm de alto y de 3 a 4,5 cm de diámetro. 
Presenta de 22 a 25 costillas sobre las que se asientan areolas que están muy juntas unas de otras. De ellas emergen de 25 a 40 espinas de color blanco grisáceo o ligeramente amarillento. Miden hasta 1 cm de largo y no se pueden distinguir entre espinas centrales y radiales.
Las flores son de color rojo a naranja, miden hasta 5 cm de largo y tienen un diámetro de 0,8 cm. Tienen forma tubular y están dobladas hacia arriba en forma de "S", en ángulo recto por encima del pericarpelo y aplanadas lateralmente. También tienen forma de saco y sobresalen justo por encima del pericarpelo. La boca está torcida y al igual que la mayoría de las especies del género, las flores apenas se abren. Los frutos son de color púrpura y alcanzan un diámetro de 0,8 a 1 cm.

## Distribución y hábitat
El área de distribución nativa de esta especie es Bolivia (concretamente en los departamentos bolivianos de Chuquisaca y Santa Cruz) y crece principalmente en el bioma tropical estacionalmente seco, a altitudes de 800 a 1300 m sobre el nivel del mar.

## Taxonomía
Cleistocactus brookeae fue descrita por el botánico boliviano Martín Cárdenas Hermosa y publicada por primera vez en la revista científica Cactus and Succulent Journal 24: 144, f. 89–91 en 1952.
Etimología
- Cleistocactus: nombre genérico que deriva de la combinación de la palabra griega kleistos (que significa 'cerrado'), y cactus (término latino que alude a las plantas del género Cactaceae), haciendo referencias a que son cactus con flores cerradas, ya que en algunas especies apenas se abren y parecen estar cerradas.[6]
- brookeae: epíteto específico otorgado en honor de la coleccionista de plantas boliviana Winifred M. Brooke.[7]

## Estado de conservación
En la Lista Roja de Especies Amenazadas de la UICN, la especie está clasificada como de “Preocupación Menor (LC)”.

## Usos
Se cultiva principalmente como planta ornamental y su propagación se realiza a través de esquejes o semillas.

## Galería

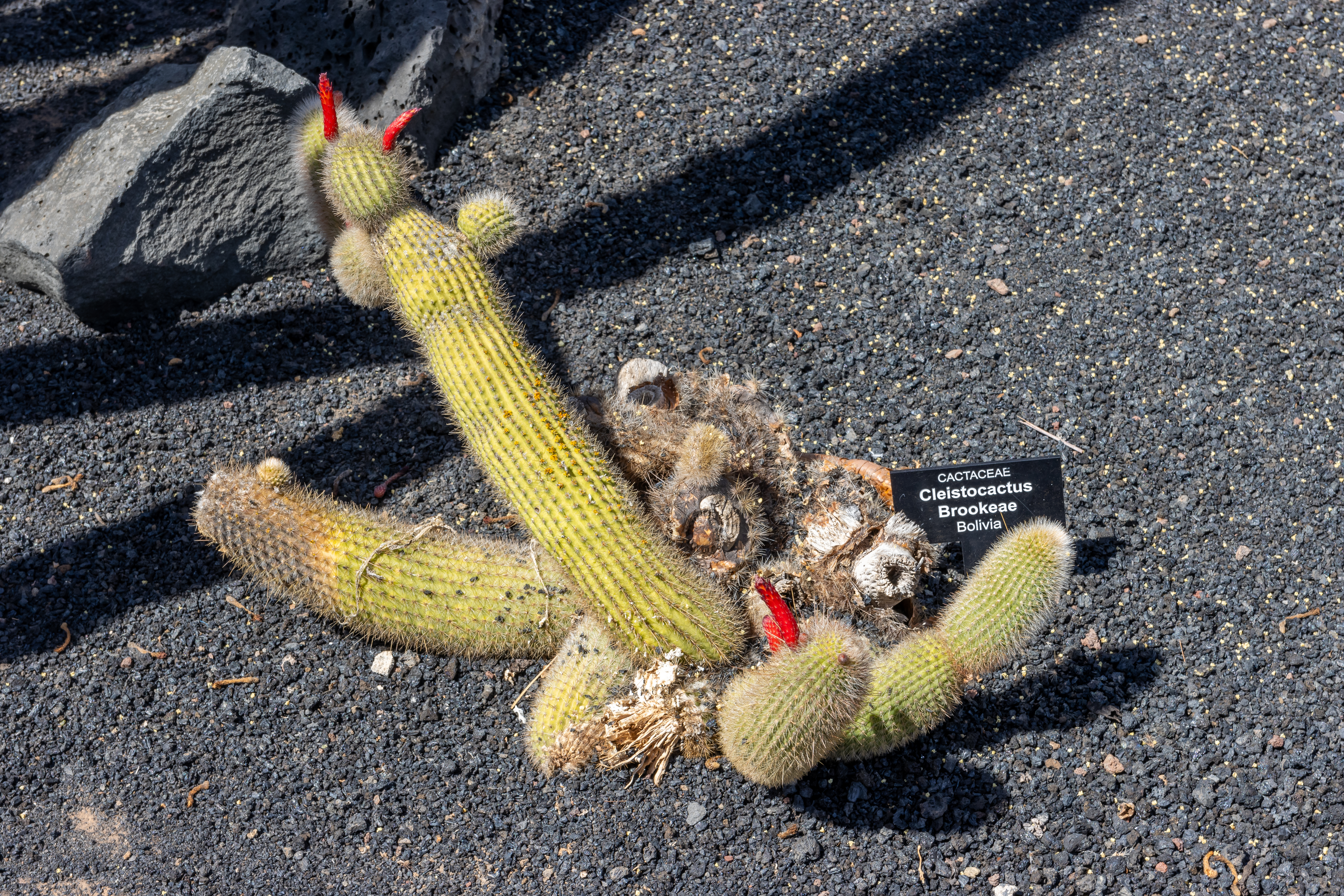
Planta en un jardín de cactus
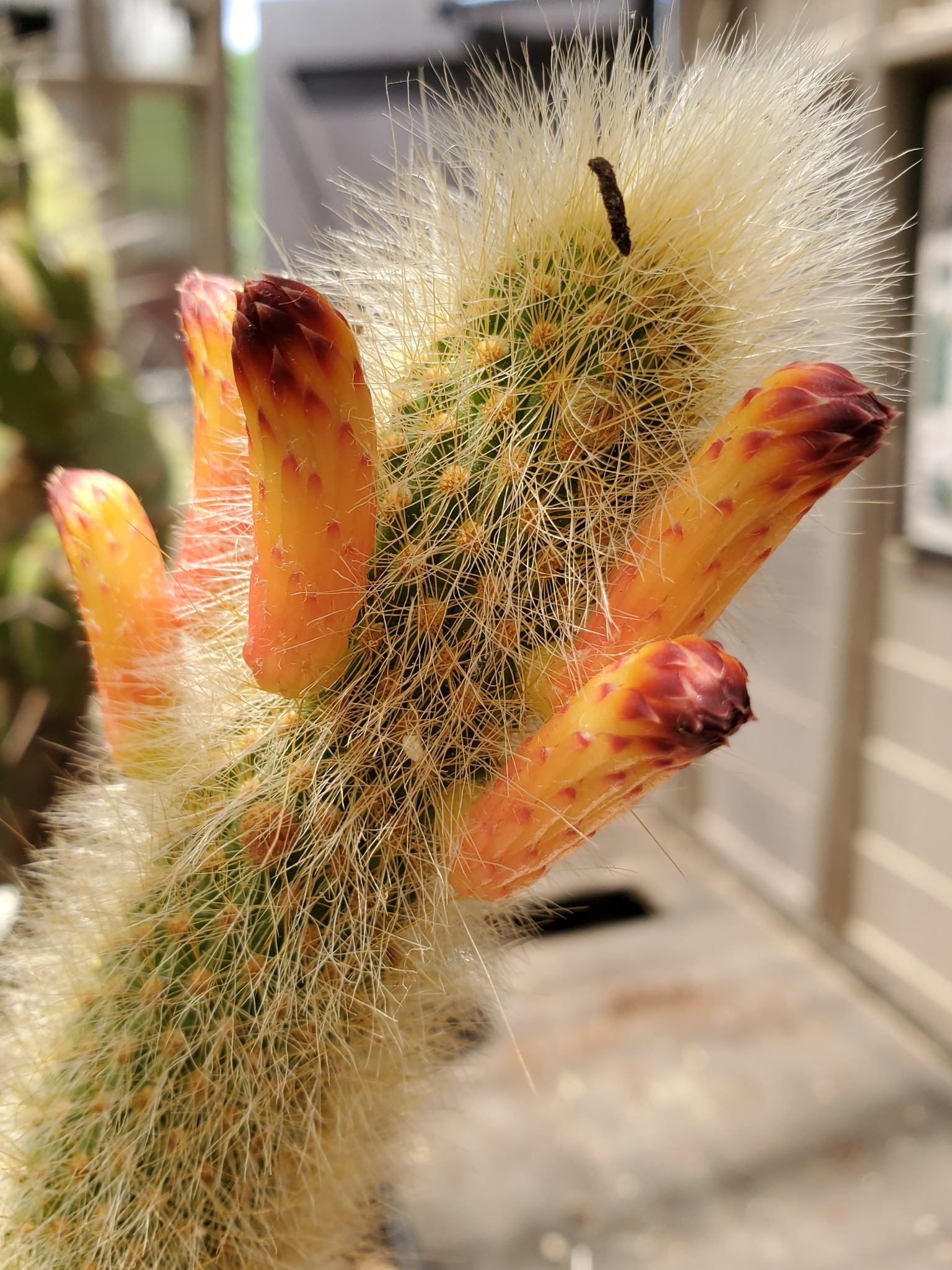
Planta en floración
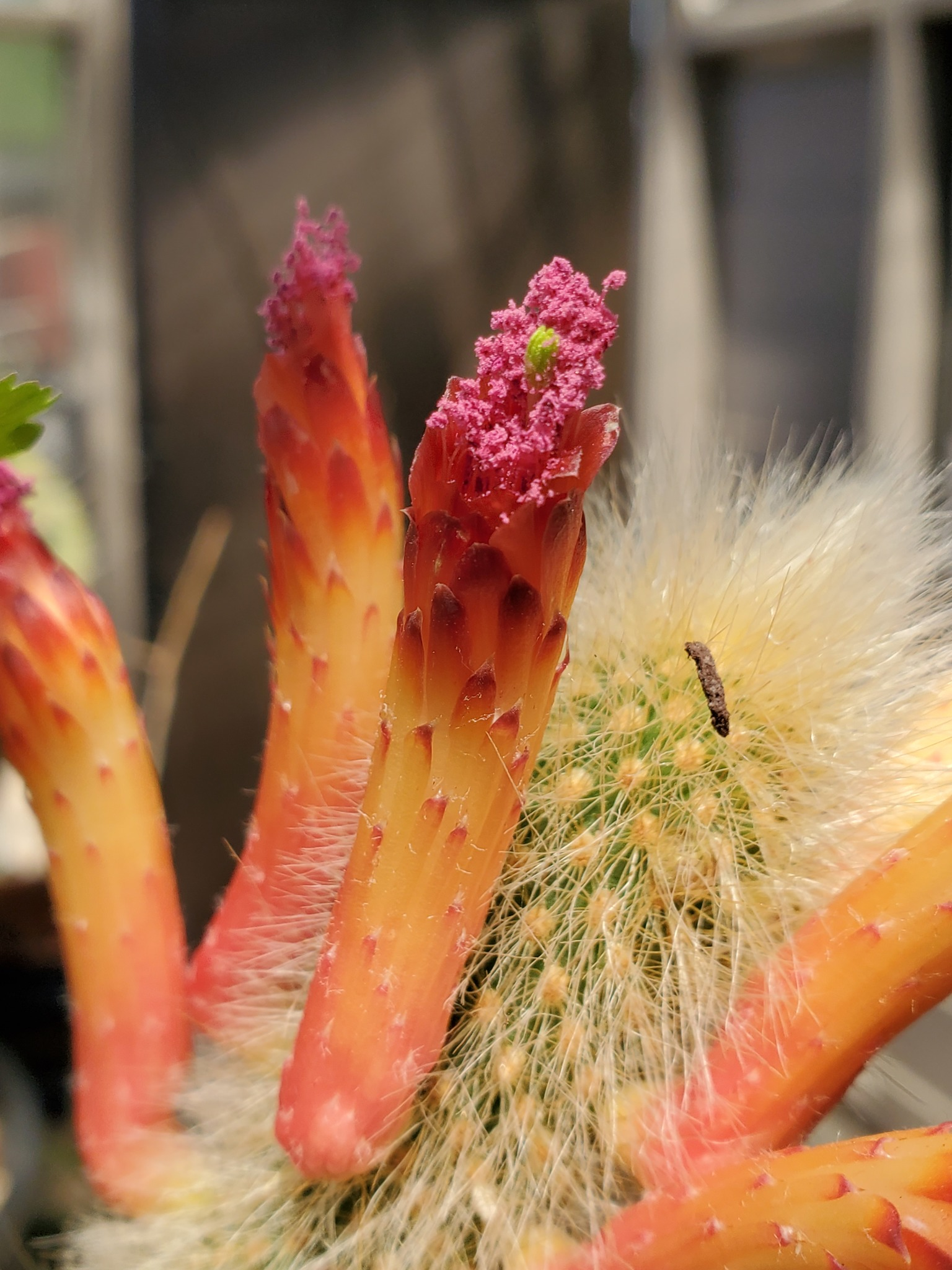
Detalle de la flor
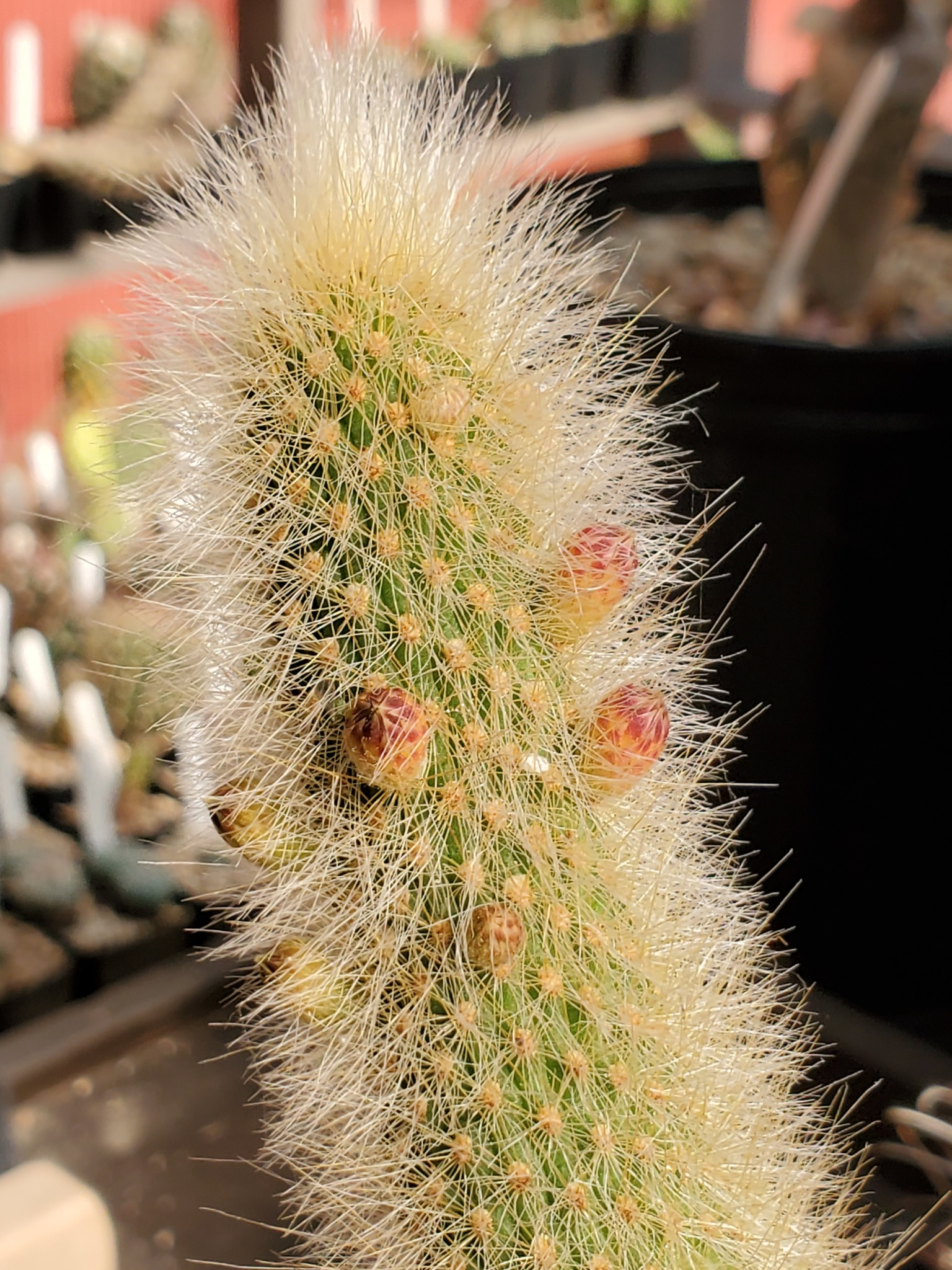
Detalle del tallo con botones florales
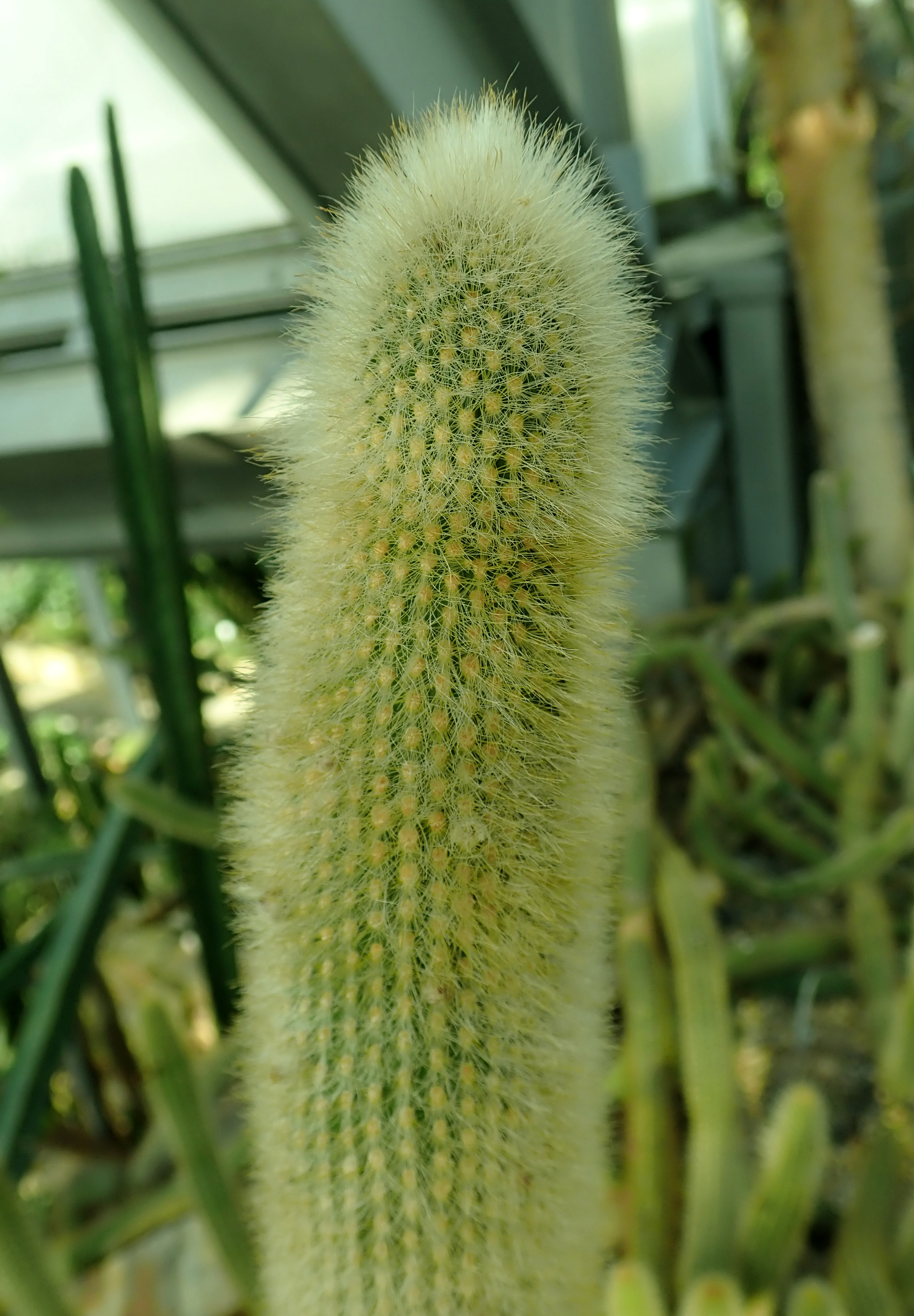
Detalle del tallo